# Thomas Skulski

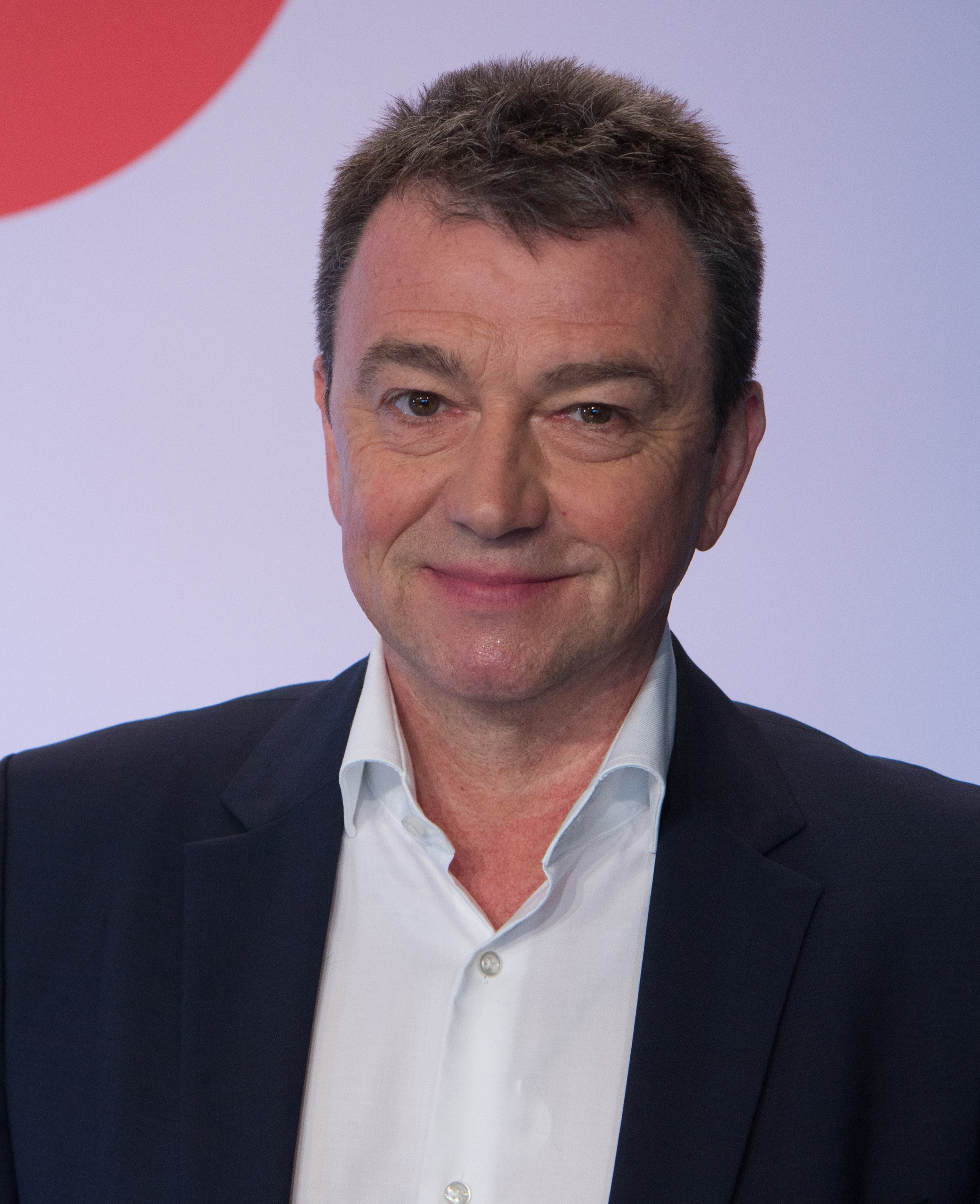
Thomas Skulski 2018

Thomas Skulski (* 11. August 1959 in Wittstock/Dosse, Bezirk Potsdam, DDR) ist ein deutscher Journalist und Fernsehmoderator.

## Laufbahn
Skulski absolvierte das Abitur an der Erweiterten Oberschule (EOS) in Wittstock. Von 1981 bis 1985 studierte er Journalistik an der KMU Leipzig. Zwischen 1983 und 1985 folgte eine Ausbildung zum Sportreporter in Hörfunk und Print bei Helmut Schulze, anschließend war er bis 1989 freier Mitarbeiter Sport im „Sender Potsdam“ im Bereich Hörfunk und im gleichen Zeitraum Sportredakteur der Märkischen Volksstimme im Bezirk Potsdam. Zuvor hatte er als außenpolitischer und verantwortlicher Redakteur für Wissenschaft und Technik gearbeitet. Von 1989 bis 1991 war er Sportreporter, -redakteur und -moderator beim DFF, Berlin-Adlershof. Ab April 1990 wurde Skulski stellvertretender Leiter der Sportredaktion im DFF und Leiter der Sonntags-Sendung match. Von Januar bis Mai 1992 war er Sportmoderator, -reporter und -redakteur beim MDR Fernsehen und Hauptmoderator der Sonntags-Sendung Arena sowie Sportmoderator bei mdr-aktuell. Anschließend wurde er ab Juni 1992 Sportmoderator, -reporter und -redakteur im ZDF-Morgenmagazin, Leiter im Ressort Sport sowie Autor und Interviewer für das ZDF-Sportstudio und die ZDF-Sportreportage.

## Privat
Skulski ist verheiratet und Vater von zwei erwachsenen Kindern.